# Kai (Yamanashi)
Pour les articles homonymes, voir Kai.
Kai (甲斐市, Kai-shi) est une ville située dans la préfecture de Yamanashi, au Japon.

## Géographie

### Localisation
Kai est située dans le centre de la préfecture de Yamanashi.

### Démographie
Lors du recensement national de 2010, la population de Kai était de 74 196 habitants, répartis sur une superficie de 71,94 km2. En juillet 2021, elle s'élevait à 76 191 habitants.

### Hydrographie
La ville est bordée par le fleuve Fuji au sud.

## Histoire
Kai a été fondée le 1er septembre 2004 par la fusion des bourgs de Futaba (district de Kitakoma) et de ceux de Ryūō et Shikishima (district de Nakakoma).

## Transports
La ville est desservie par la ligne Chūō de la JR Central.

## Jumelage
Kai est jumelée avec  Keokuk (États-Unis).

## Personnalités liées à la municipalité
- Mokujiki Shonin (1718-1810), peintre japonais, y est né